# Chris Whyte
Christopher Anderson ("Chris") Whyte [uitspraak: 'ʋaːjt ; 'waajt' als 'White'] (Londen, 2 september 1961) is een Engels voormalig voetballer die als centrale verdediger speelde. In 1992 werd hij Engels landskampioen met Leeds United, waar hij van 1990 tot 1993 actief was.

## Clubcarrière

### Arsenal en West Brom
Whyte, let op de spelling van zijn achternaam (uitspraak "White"), begon zijn loopbaan bij Arsenal in 1978 en speelde acht jaar in het eerste elftal van The Gunners.
Whyte speelde regelmatig naast het Ierse clubicoon David O'Leary, de speler met de meeste wedstrijden bij Arsenal. Hij zou niet lang een vaste waarde zijn op Highbury daar hij het medio jaren 80 moest afleggen tegen Tony Adams, een ander clubicoon (in spe).
Whyte speelde daarna van 1988 tot 1990 voor West Bromwich Albion.

### Leeds United
In 1990 verhuisde Whyte uiteindelijk naar Leeds United, waarmee hij grootse successen behaalde. Met zijn verdedigingspartner Chris Fairclough werd Whyte een belangrijke defensieve schakel voor Leeds. In zijn tweede seizoen bij Leeds werd Whyte meteen landskampioen onder de succescoach Howard Wilkinson, de laatste landstitel uit de clubgeschiedenis anno 2020. Uiteindelijk verloor hij de concurrentiestrijd van David Wetherall zodra men in de Premier League uitkwam (vanaf augustus 1992). Jon Newsome, net als Wetherall weggehaald bij Sheffield Wednesday, kwam ook wat vaker aan spelen toe dan Whyte.

### Birmingham City
Whyte verliet Leeds United na het inaugurele seizoen van de Premier League en verbond zijn toekomst aan Birmingham City. Hij speelde ook hier drie seizoenen, tot en met 1996. Na het seizoen 1995/1996 bouwde hij wat af en ging op lager niveau spelen.

### Latere carrière
In de laatste stadia van zijn profcarrière speelde Whyte nog voor Charlton Athletic, Leyton Orient en Oxford United. Vanaf 1997 werd hij actief op amateurniveau, tot 2000.

## Carrière als zaalvoetballer
Naast zijn carrière als profvoetballer in Engeland speelde Whyte – als aanvaller – enkele jaren zaalvoetbal in de Verenigde Staten (1986-1988 en 1996-1997). Whyte beoefende zaalvoetbal in New York, Los Angeles en Detroit. Hij scoorde 39 doelpunten als zaalvoetballer. In 2000 sloot Whyte zijn carrière af in Finland.

## Erelijst
Leeds United AFC
- Football League First Division

1992
- FA Charity Shield

1992